# Oskar Picht

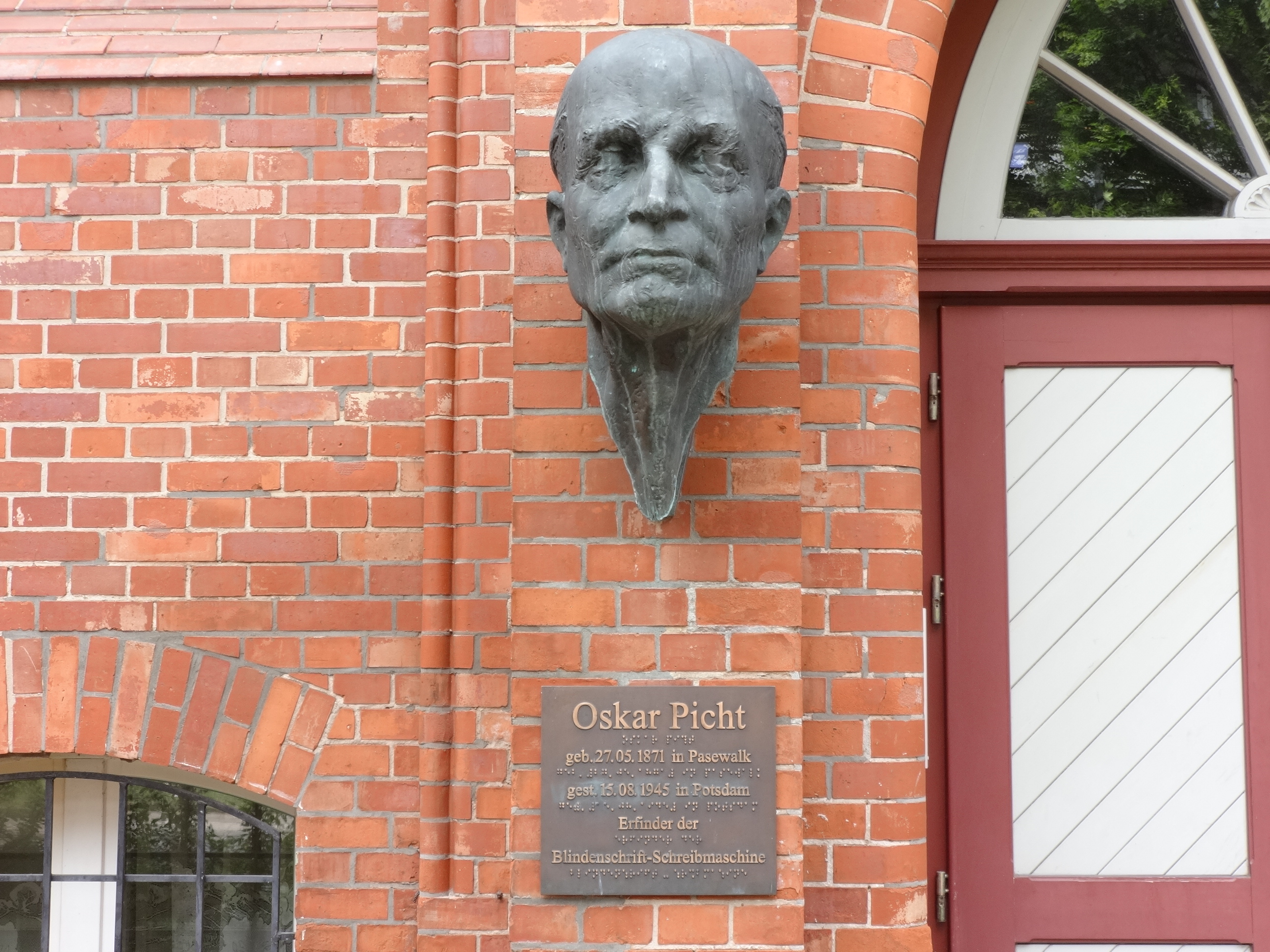
Ehemalige Büste von Oskar Picht am Gymnasium in Pasewalk

Oskar Picht (* 27. Mai 1871 in Pasewalk; † 15. August 1945 in Rehbrücke) war der Erfinder einer Punktschriftmaschine für blinde Menschen.

## Leben

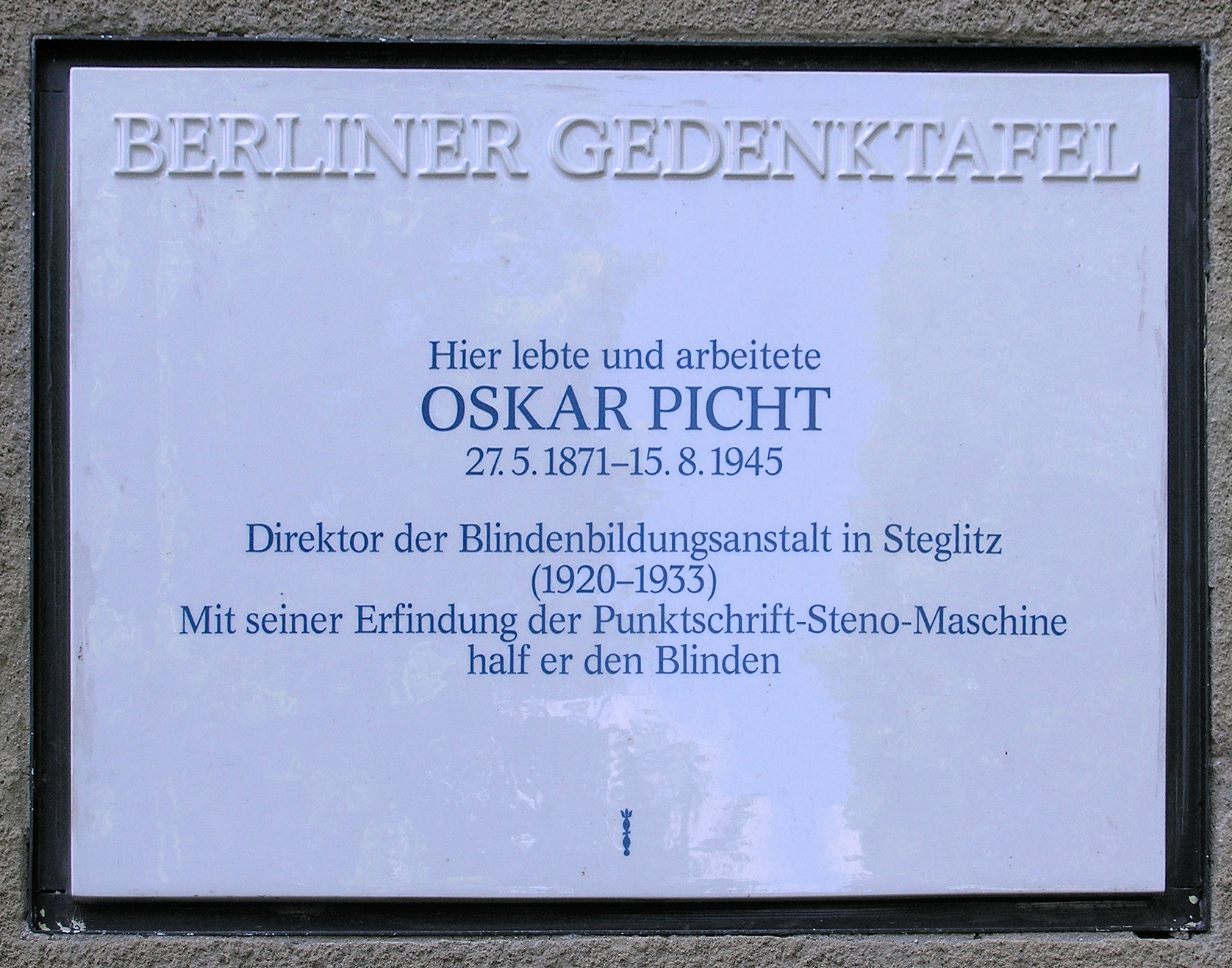
Gedenktafel an Oskar Picht (Rothenburgstraße 14 in Berlin-Steglitz)

Oskar Picht war der Sohn des Bäckermeisters Wilhelm Picht und seiner Frau Hermine. Sein Geburtshaus befand sich in der Marktstraße 3 und wurde im April 1945 zerstört. Er besuchte in Pasewalk die Stadtschule und später die Höhere Knabenschule. Von 1886 bis 1891 war er am Staatlichen Lehrerseminar in Pölitz.
Von 1891 an war er drei Jahre lang Lehrer in Marienthal, danach in Bahn im Kreis Greifenhagen. Dann entschied sich Picht für den Beruf des Blindenlehrers. Das nötige Wissen erwarb er von 1897 bis 1899 an der Staatlichen Blindenanstalt in Berlin-Steglitz. Nach seiner Ausbildung arbeitete er dort für einige Jahre.
1899 entwickelte Picht die erste brauchbare deutsche Punktschrift-Bogenmaschine (für Papierbögen; daher der Name), für die er am 6. Mai 1901 das erste Gebrauchsmuster erhielt. Bis zum Jahr 1932 meldete Picht noch neun weitere Gebrauchsmuster an.
Am 24. April 1902 heiratete er Margarete Charlotte Conrad, mit der er drei Kinder hatte.
1910 entwickelte er den ersten deutschen Punktschrift-Streifenschreiber (kurz Stenomaschine – für gerollte Papierstreifen als Medium). 1912 (andere Quellen sagen 1910) wurde Picht Direktor der Provinzial-Blindenanstalt in Bromberg, 1920–1933 war Picht Direktor der Staatlichen Blindenanstalt in Berlin-Steglitz. Als erster Deutscher hielt Picht im Jahr 1924 einen Rundfunkvortrag über das Blindenwesen. Er ließ den ersten Blindenfilm Unsere Blinden und ihre Welt drehen. Nach der Versetzung in den Ruhestand wohnte Picht zunächst in der Schloßstraße in Steglitz und zog Ende 1944 in das Blindenheim Potsdam-Rehbrücke um.
Oskar Picht starb im Alter von 74 Jahren. Seine letzte Ruhestätte befindet sich auf dem Friedhof der brandenburgischen Gemeinde Nuthetal im Ortsteil Bergholz-Rehbrücke, wo heute aber nur noch ein Ehrengrabstein steht.
Zwischen dem 5. und 6. Juni 2024 wurde die Oskar-Picht-Bronzebüste, die sich seit 1998 am Eingangsportal des Oskar-Picht-Gymnasiums in Pasewalk befunden hatte, von unbekannten Metalldieben gestohlen.

## Auszeichnungen und Ehrungen
- Goldene Medaille auf der internationalen Schreibmaschinenausstellung in Venedig, 1907
- Verdienstkreuz für Kriegsblindenhilfe, 1917
- Ehrenmitglied des Blindenvereins für die Provinzen Brandenburg und Kurmark, 1933
- Umbenennung des Pasewalker Gymnasiums in Oskar-Picht-Gymnasium Pasewalk, November 1999
- Seit dem Jahr 2000 wird für herausragende soziale und schulische Leistungen der Oskar-Picht-Preis an Absolventen des Gymnasiums verliehen. Ebenso gibt es in Pasewalk die Oskar-Picht-Straße.
- Am 23. September 2024 wurde Picht von der Suchmaschine Google mit einem Doodle geehrt.[4]